# Malma kyrka, Västmanland
Malma kyrka är en kyrkobyggnad i Malma socken i Västerås stift. Den är församlingskyrka i Malma församling.

## Kyrkobyggnaden
Det finns olika teorier om när Malma kyrka uppfördes. Fasadernas tegelornamentik, strävpelarna och korets tresidiga avslutning är typiska för senmedeltiden, troligen 1400-talets slut. Kyrkans äldsta inventarier, en dopfunt, är från 1300-talet och antaganden har gjorts att även kyrkan är från denna tid. 
I långhuset finns senmedeltida takstolar av två typer. Taklaget är kompletterat med yngre takstolar mellan de äldre. Inga medeltida virkesdelar finns i sakristia eller klockstapel. Taklagets utseende bekräftar teorin om att kyrkan uppfördes under 1400-talet. Delarna som är äldst, i vapenhuset, bekräftar teorin om kyrkans äldre ursprung.
Ett kyrktorn av trä vid västra gaveln tillkom 1730.
Kyrkorummet har två stjärnvalv och ett halvvalv över koret. Takvalven har målningar.

## Inventarier
Kyrkans dopfunt av gotländsk sandsten är sannolikt från 1200-talet. Predikstolen i barockstil är från 1686. Altaruppsatsen tillkom på 1700-talet. Ett triumfkrucifix från 1400-talet finns också bevarat. Kyrkans kollekthåvar är daterade till 1767 och 1806.

### Orgel
- 1855 byggde E A Setterquist, Hallsberg en orgel med 9 stämmor, en manual och bihängd pedal.
- Den nuvarande orgeln byggdes 1937 av A Magnussons Orgelbyggeri AB, Göteborg och är pneumatisk. Den har fria och fasta kombinationer. Fasaden är från 1855 års orgel. Orgelns spelbord är placerat så att organisten tittar framåt i kyrkan, olikt liknande orglar.

| Huvudverk I         | Svällverk II      | Pedal       | Koppel    |
| Principal 8´        | Rörflöjt 8´       | Subbas 16´  | I/P       |
| Borduna 8´          | Salicional 8´     | Oktavbas 8´ | II/P      |
| Fugara 8´           | Flöjt 4´          |             | II/I      |
| Oktava 4'           | Waldflöjt 2'      |             | I 4'/I    |
| Nachthorn 2'        | Crescendosvällare |             | II 16'/I  |
| Sesquialtera 2 chor |                   |             | II 4'I    |
|                     |                   |             | II 16'/II |
|                     |                   |             | P 4'/P    |

## Galleri

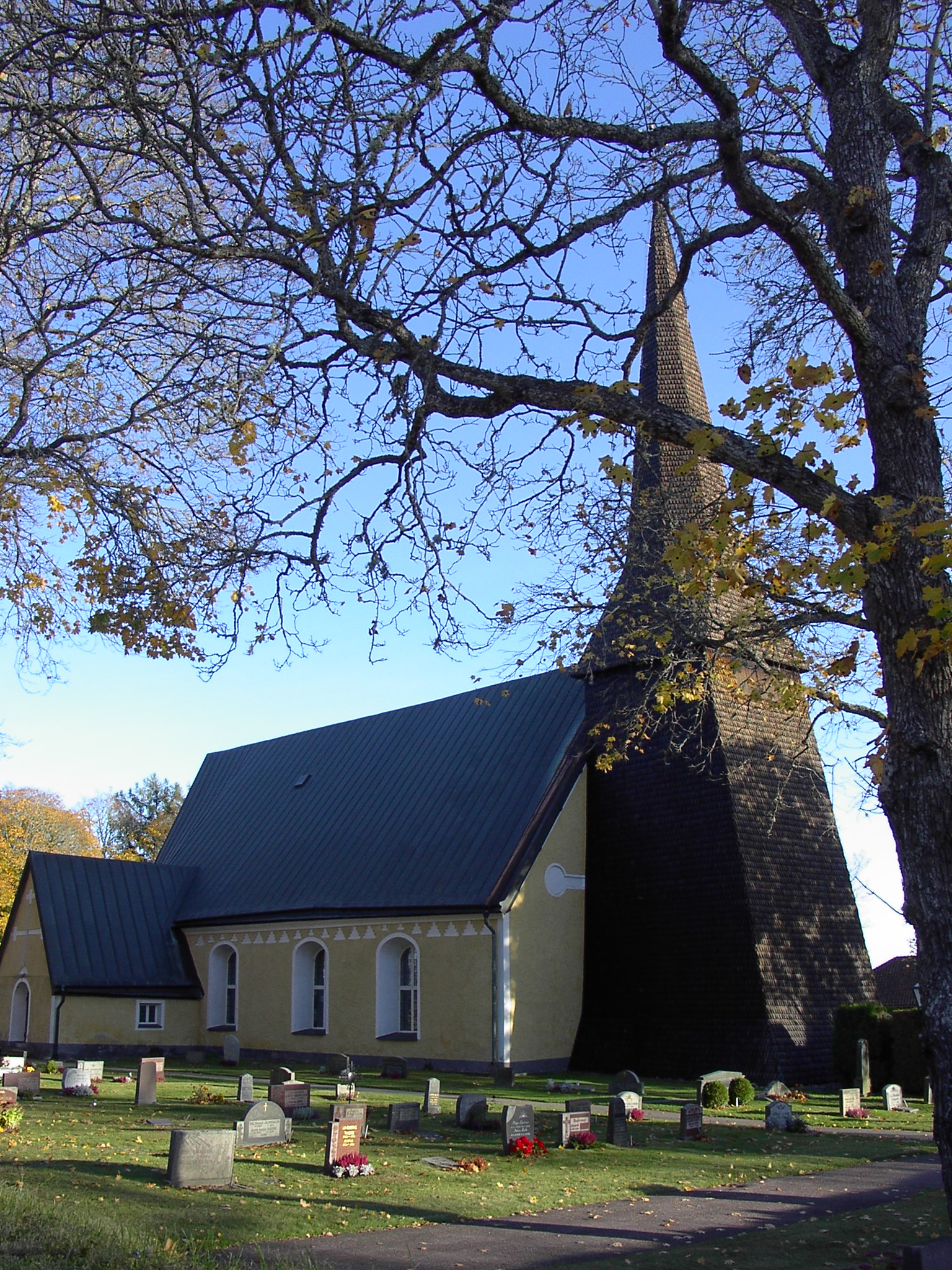
Klockstapeln
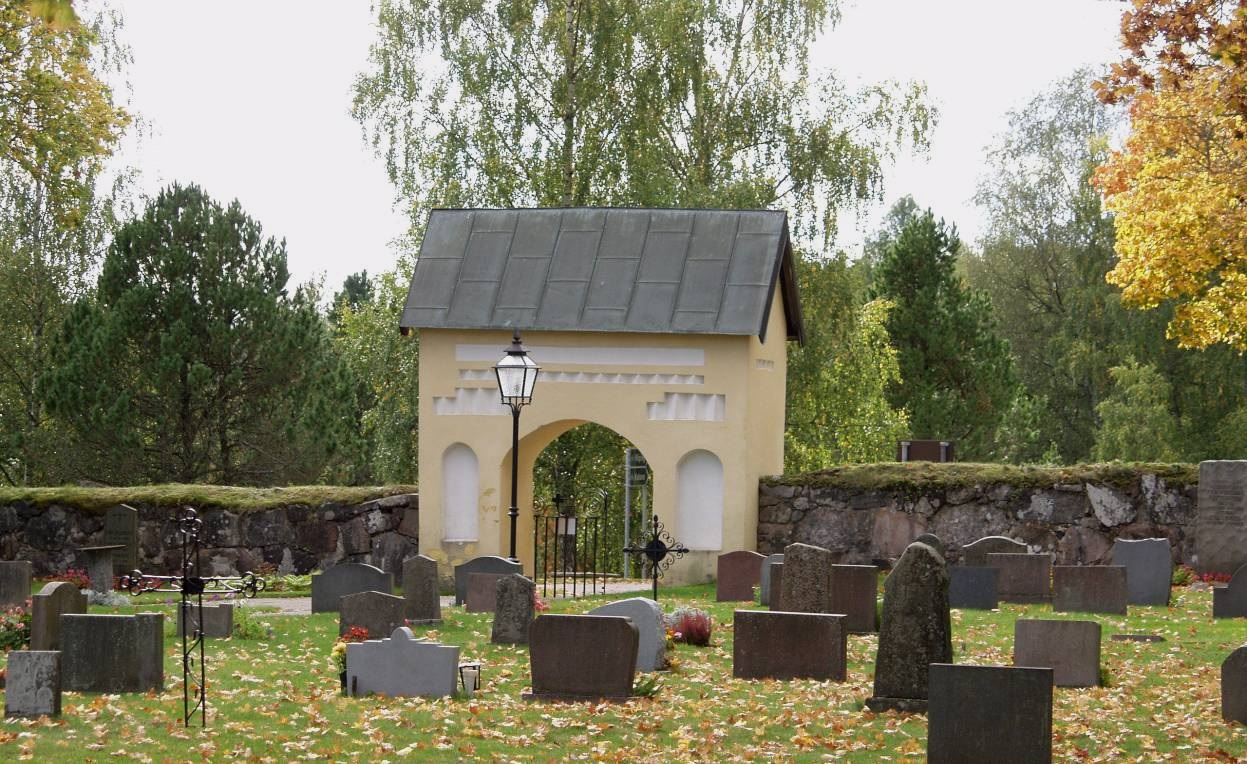
Stigluckan
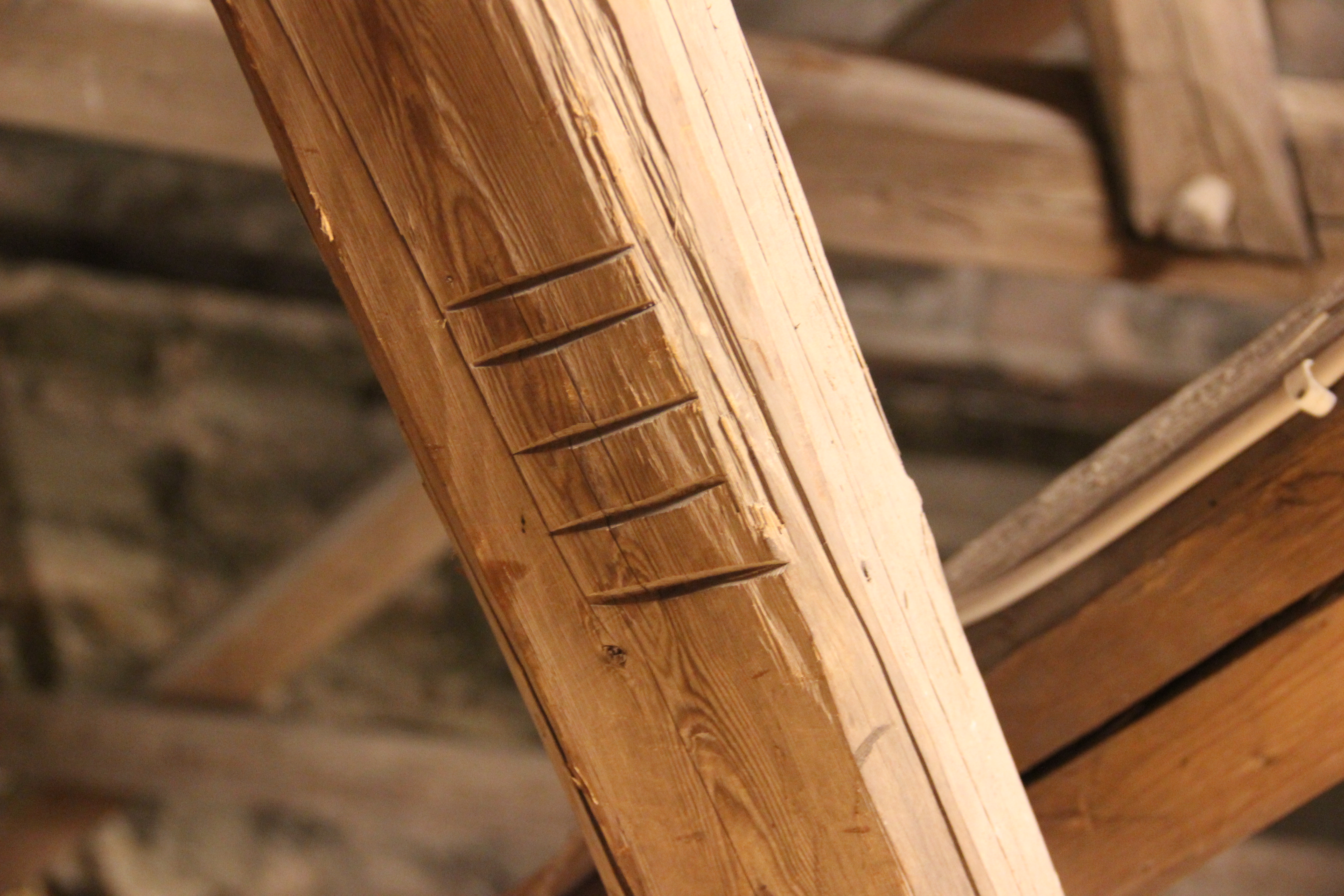
Timmermansmärkning i kyrkans medeltida taklag

### Webbkällor
- byggnadspresentation
- Köpings kyrkliga samfällighet

### Fotnoter
1. ↑  ”Bebyggelseregistret (BeBR) - Riksantikvarieämbetet”. www.bebyggelseregistret.raa.se. http://www.bebyggelseregistret.raa.se/bbr2/anlaggning/visaHistorik.raa?anlaggningId=21300000004766&page=historik&visaHistorik=true. Läst 11 oktober 2017.
2. ↑  Tore Johansson, red (1990). Inventarium över svenska orglar: 1990:I, Västerås stift; Karlstads stift. Tostared: Förlag Svenska orglar. Libris 4108784

- Wikimedia Commons har media som rör Malma kyrka.